# 쓰루미 도모요시
쓰루미 도모요시(일본어: 鶴見 智美, 1979년 10월 12일 ~ )는 일본의 전 축구 선수이다.

## 구단 경력
과거 방포레 고후, 시미즈 에스펄스, 세레소 오사카에서 활동하였다.